# 马真塔

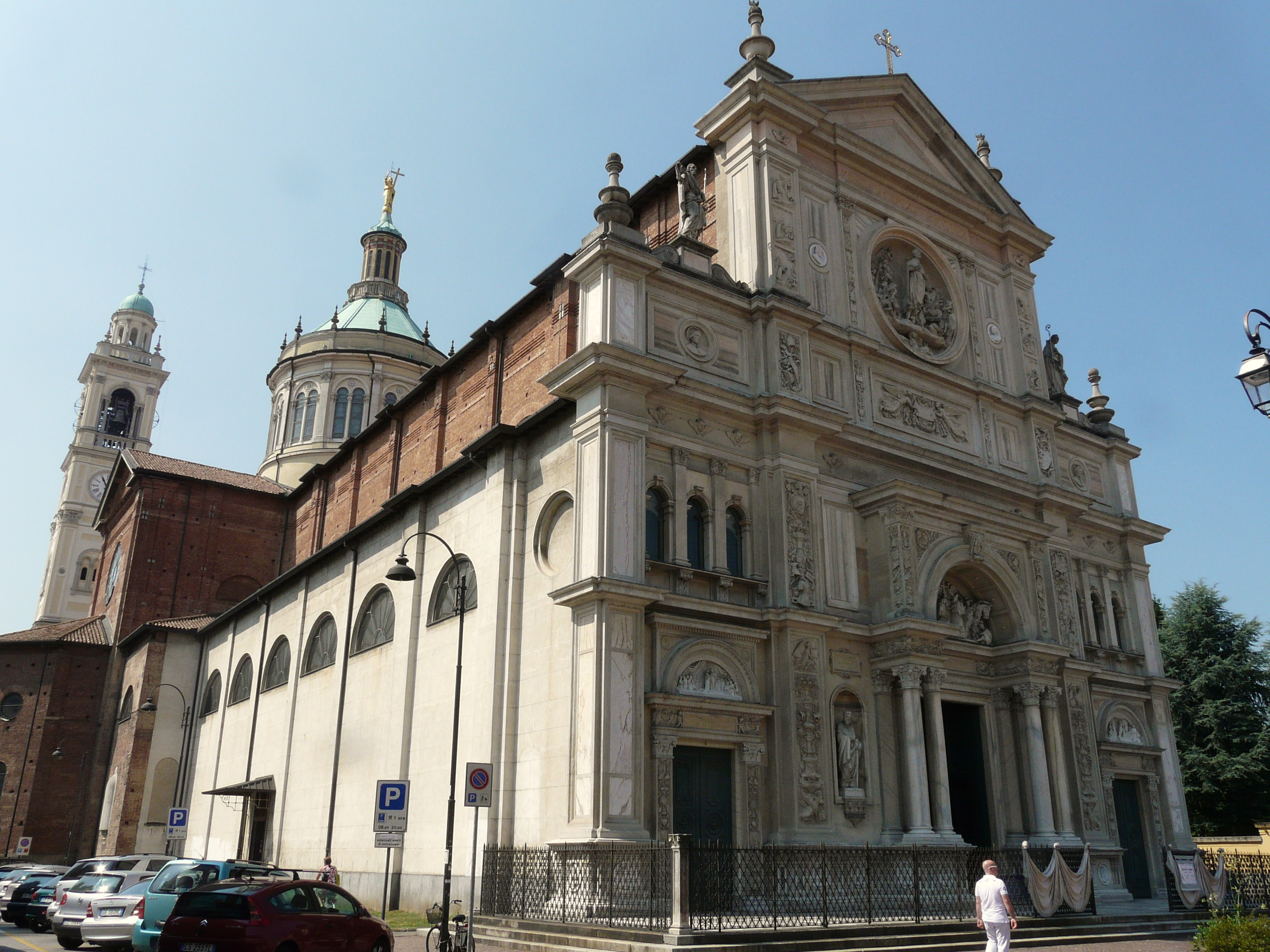
教堂

马真塔（義大利語：Magenta，義大利語發音：[maˈdʒɛnta]）是位于意大利北部伦巴第大区米兰广域市的一个市镇，以马真塔战役而闻名。
英语中的「洋紅色」（magenta）就是源自于该镇镇名，原本名稱是「品紅色」（fuchsia）。

## 友好城市
- 法國马让塔
- 義大利Sant'Anna di Stazzema